# Калмакское
Калмакское — село в Армизонском районе Тюменской области России. Административный центр Калмакского сельского поселения.

## История
Деревня Калмацкая образована между 1762 г. и 1772 г.  В 1782 г. в деревне проживало 312 человек (138 мужчин и 174 женщины). В 1795 г. — 514 человек (243 мужчины и 271 женщина).
В 1816 году деревня насчитывала 98 дворов, в которых проживало 666 человек (324 мужчины и 342 женщины).
В «Списке населенных мест Российской империи» 1871 года издания (по сведениям 1868—1869 годов) населённый пункт упомянут как казённое село Калматское Ишимского округа Тобольской губернии, при озере Калматском, расположенное в 104 верстах от окружного центра города Ишим. В селе насчитывалось 350 дворов и проживало 1666 человек (832 мужчины и 834 женщины). Имелась православная церковь.
В 1926 году в селе имелось 500 хозяйств и проживало 2386 человек (1159 мужчины и 1227 женщин). Функционировала школа I ступени. В административном отношении являлось центром Калмакского сельсовета Бердюжского района Ишимского округа Уральской области.

## География
Село находится в южной части Тюменской области, в лесостепной зоне, в пределах Ишимской равнины, на перешейке между озёрами Сладкое, Козлово и Жилое, на расстоянии примерно 27 километров (по прямой) к юго-востоку от села Армизонское, административного центра района. Абсолютная высота — 141 метр над уровнем моря.

### Часовой пояс
Село Калмакское, как и вся Тюменская область, находится в часовой зоне МСК+2. Смещение применяемого времени относительно UTC составляет +5:00.

## Население
| 1989 | 2002 | 2010 |
| ---- | ---- | ---- |
| 876  | ↘679 | ↘616 |

Гендерный состав
По данным Всероссийской переписи населения 2010 года в гендерной структуре населения мужчины составляли 47,6 %, женщины — соответственно 52,4 %.
Национальный состав
Согласно результатам переписи 2002 года, в национальной структуре населения русские составляли 96 % из 679 чел.

## Улицы
Уличная сеть села состоит из шести улиц.